# 卓筒井
卓筒井是直立粗大的竹筒以吸卤的盐井，“凿地植竹，为之卓筒井”。它的原理现在看来很简单也很原始，是利用古人舂米时的杠杆原理，通过人的足踏来带动一个钻头上下运动，从而达到打井的目的。
始于北宋时期（大约公元1041年）的卓筒井，其口径仅有竹筒大小，然而能打井深达数十丈，堪称奇迹。
卓筒井的出现，使盐井的钻凿更为容易，卤水产量更高，故而这种新式盐井很快在巴蜀地区发展起来；到明清时，这种钻凿方式有了新的发展。道光十五年（1835年）在今自贡市大安区长堰塘附近，凿成1001.42米深的燊海井，这是当时全世界领先的最深井。至今这口井仍在使用，日产天然气1500立方米。  
在开采盐井的同时＂利用钻井技术，早在汉代就凿成了世界第一口天然气井和油井。故卓筒井又号称“世界石油钻探之父”。